# Hypotacha boursini
Hypotacha boursini är en fjärilsart som beskrevs av Warnecke 1937. Hypotacha boursini ingår i släktet Hypotacha och familjen nattflyn. Inga underarter finns listade i Catalogue of Life.